# 范春隱
范春隐（1927年9月12日—2006年9月20日），是越南战争时期以记者身份作掩护的北越王牌间谍，越共胜利后晋升将军。
1927年，范春隐出生于越南南部的同奈省边和市边和医院，由法国医生接生。他的祖父是顺化一所学校的校长，父亲是一位高级工程师。
范春隐幼年居住在西贡，后来迁居芹苴市，并就读于芹苴大学。八月革命开始时，他离开学校，接受越盟的训练。1950年代，他就读于美国加州的橘郡海岸學院，获得学士学位。
回国后，他在南越为路透社、时代周刊和纽约先驱论坛报工作，同时为北越搜集情报。在前后20余年的时间里，他结识几乎所有南越军政界的重要人物和外國人士，包括著名新闻记者大衛·哈伯斯坦和尼尔·希恩、任職於美國中情局的愛德華·蘭斯代爾空軍上校，以及后来成为中央情报局局长的威廉·柯比，而得名“完美间谍”。1975年4月西貢陷落之前，儘管所屬陣營不同，他曾協助自己在南越政府擔任情報機構首長的好友，即前南越總統府政治社會研究所總監（Giám đốc Sở Nghiên cứu Chính trị và xã hội Phủ tổng thống）陳金宣，讓他從嘉隆街22號的美國中情局西貢站副站長室屋頂搭直升機離開越南。
1976年1月15日，越共政府为他颁发“人民军英雄”奖章，这时他的间谍身份才为世人所知。但是，根据伯尔曼的传记描述，即使在得知了范春隐的真实身份后，“我采访过100名认识范春隐的人，99人仍然还喜爱着他，这其中就包括大卫·哈伯斯坦和尼尔·希恩。”
2006年9月20日，范春隐因肺气肿并发症，在胡志明市的一所军医院去世，享年79岁。